# Свободный охотник
«Свободный охотник» (англ. Running Free; другое название — «Бегать на воле») — кинолента режиссёра Стива Крошела, детский приключенческий фильм с главными ролями Джесс Монтгомери-Сайт и Джеми Ли Мисфельдт. Этот фильм подходит для семейного просмотра. Он также будет интересен любителям природы.

## Сюжет
Фильм рассказывает о дружбе мальчика и зверька росомахи. Маленький мальчик живёт вместе со своей матерью. Его мать — зоолог и занимается изучением животных. Летом она отправляется на Аляску для того, чтобы изучать там местную популяцию орлов и берёт сына с собой. Сама она планирует выполнить свою научную программу, а мальчик отдохнёт и порезвится на свежем воздухе.
Мальчику нравится живописная природа Аляски, и кроме того он находит маленького детёныша росомахи, которого начинает воспитывать. Мальчик называет росомаху Белолапым, и он становится его другом. Друзья встречаются почти каждый день. Но не всё так безоблачно: вокруг есть охотники, для которых ценный мех росомахи — желанная добыча. Мальчик, как может, пытается предостеречь своего друга и готов помочь ему в возможной беде.
Время идёт, и лето уже на исходе. Пора возвращаться домой, и мать с мальчиком уезжают на целую зиму. Белолапый остаётся один — теперь он должен жить сам и бегать на воле. Он чуть не становится добычей браконьеров. Он не пойман лишь потому, что вмешались инспекторы природоохраны. Но проходит зима и мальчик снова приезжает на Аляску и встречается со своим другом Белолапым.

## В ролях
- Джесс Монтгомери-Сайт — Гаррет
- Джеми Ли Мисфельдт — Карри
- Майкл Пенья — Банк
- Майкл Худ — Карл Микин
- Нил О'Лири — охотник
- Джим Фоулер — первый инспектор природоохраны
- Майк Микин — второй инспектор природоохраны
- Джое Корнейлл — бородатый человек
- Ристин Кассагранда — хозяйка бара
- Лаура Трион — Уайттресс